# 狄纳莫农村居民点
狄纳莫农村居民点（俄语：Динамовское сельское поселение）是俄罗斯联邦伏尔加格勒州涅哈耶夫斯卡亚区所属的一个农村居民点。其下辖有4个居民点，行政中心为狄纳莫。据2016年统计，该农村居民点的人口为904人。